# やながせゆっこ
やながせ ゆっこ（1992年8月31日 - ）は、岐阜のご当地タレントである。岐阜県岐阜市出身。身長158cm。ラデッキ株式会社所属。「ゆっこ」「きゃらガ～ル☆ゆっこ」の芸名でもタレント活動を行っている。

## 概要
岐阜県岐阜市にある柳ケ瀬商店街の非公式キャラクターであった「やなな」の元秘書であり、現在は同商店街の公認マスコットガールである。
全国のご当地キャラクター6000体の通訳ができる。
特技は、円周率100桁暗唱。
防災士の資格を持ち、「災害から命を守る岐阜県民運動」のYouTube動画に出演している。
2021年3月28日に同じご当地タレントで共に活動することが多い塚本明里の兄との婚姻を発表した。同年12月4日には妊娠を発表し、翌2022年5月13日に第一子を出産した。

## 略歴
岐阜県立岐阜北高等学校、岐阜大学教育学部を経て、岐阜大学大学院地域科学研究科修士課程を修了。
岐阜大学在学中に柳ヶ瀬商店街の振興を主目的としたまちづくり団体「ひとひとの会」に高校時代からの友人ドーキンズ英里奈（現・タレント）らとともに参加。この当時、ひとひとの会は柳ケ瀬商店街の非公式キャラクター・やななの活動のサポートも行っており、やななの2代目ビジュアルマネージャーに就任したドーキンズと共にやななのサポートスタッフを務める。ドーキンズはタレント活動を本格的に開始し上京したため、ひとひとの会や「やなな」の活動からも離れたが、ゆっこは活動に残りドーキンズの後を継いだミオナ（現・モデル「立川楓」）らとともに2012年4月ごろからやななのステージにも出演しビジュアルスタッフとして2013年3月のやななの引退まで活動を支える。
やなな引退後は、ミオナらと共にひとひとの会の活動と並行して同会代表・佐藤徳昭が代表取締役を務めるタレント事務所「ラデッキ」にタレントとして所属。2013年4月に「柳ケ瀬商店街公認マスコットガール」を拝命し「やながせサンド」（毎月第三土曜日に行われる柳ケ瀬商店街で街頭イベント）の司会を担当するなど、柳ケ瀬商店街振興イベントに出演。並行してご当地キャラクター関連イベントのMCも行う。
現在は岐阜のご当地タレントの1人としてテレビ・ラジオにも出演するなど、岐阜の地域活性化活動に専念している。本巣市もとまる戦略大使、岐阜市観光宣伝隊、日本遺産ガイドを務め、過去には岐阜市信長公450応援大使や岐阜市消防本部の一日消防長にも任命された。
2020年時点では、岐阜大学と駒澤大学のゲスト講師を務めている。

## 出演

### テレビ

#### 現在
- ぎふわっか内 ゆっこのGPS（シーシーエヌ）2019年10月～[23]

#### 過去
- station!（ぎふチャン）～2019年9月
  - 「ゆっこの柳ケ瀬ゆっこー!」（毎月第2木曜日）[24]
  - 「岐阜エキスパートに会いにゆっこー!」（毎月第4木曜日）～2019年9月[25]
  - 「ゆっこの黄金見聞録」（毎月第4木曜日）[26]
- みのもんたの朝ズバッ!（TBS）2012年11月26日
- 花咲かタイムズ（CBC）2013年2月9日、2015年06月14日
- ラッキー!!（中京テレビ）2013年5月4日
- ゴリ夢中（中京テレビ）2013年5月4日
- 24時間テレビ（日本テレビ）2013年8月25日
- 視聴者参加型生クイズ お茶の間アンサー!（東海テレビ）2014年2月24日
- いまハピちゃん!〜いまイマイチだけどハッピーな人たち〜（フジテレビ）2015年1月4日
- 名古屋行き最終列車（メ～テレ）2018年2月5日
- 日本列島ローカルスクープ なんてニュースだ!もういいゼ!（フジテレビ）2019年7月13日
- ずんのニッポン！匠発見旅（日テレプラス、2021年2月）
- ドデスカ!（メ～テレ）
- 情報ライブ ミヤネ屋（日本テレビ）
- ヒルナンデス!（日本テレビ）

### ラジオ

#### 現在
- T.W.R presents ゆっこ学園 Tell me tours ～輝光との旅～（ぎふチャンラジオ）[1][27]

#### 過去
- ゆっこ学園シリーズ（ぎふチャンラジオ)
  - ゆっこ学園バルバ組[1]
  - ゆっこ学園ぎふらー部 [1][28]
  - ゆっこ学園COCOの春休み[1]
  - ゆっこ学園 月曜なのに金パーソン[1][29]
- ゆっこと彩のGIFUラップ＋KMC（FMわっち）[1]
- 大樹讃頌（FMわっち）[1]
- RYU道的にゆっこー！（ぎふチャンラジオ）
- Gラジ（FMわっち）[1]

### イベント
- やながせサンド[2]（総合司会・プロデューサー）2013年4月～2017年3月[30]

### 連載
- ゆっコラム（岐阜新聞朝刊毎週土曜日連載）[31]

### CM
- Panasonic ふる暖 Eolia[32]